# Julie Zackary
Julie Zackary ist eine kanadische Filmproduzentin und Produktionsmanagerin.

## Karriere
Zackary begann 2000 bei Imageworks als Produktionsmanagerin zu arbeiten und blieb auch nach der Übernahme durch Sony 2007 im Unternehmen. Dort war sie an ihrem ersten Film Stuart Little 2 beteiligt. Die darauf folgenden Produktionen waren jeweils fotorealistische Filme mit Fantasy- oder Science-Fiction-Elementen wie Der Polarexpress von 2004 oder Die Legende von Beowulf von 2007. Für ein vierjähriges Intermezzo wechselte sie zu Digital Domain, wo sie als Produzentin für Visuelle Effekte zuständig war. In dieser Zeit entstanden Alice im Wunderland und Tron: Legacy. Seit 2013 arbeitete sie erneut bei Sony Imageworks, wo sie unter anderem die Spiderman-Filme Homecoming von 2017 und Far From Home von 2019 mitproduzierte. Schließlich wechselte sie 2020 zu Blue Sky Productions und schließlich 2021 zu Annapurna Animation, wo sie als Produzentin für den Animationsfilm Nimona verantwortlich war.
Der Film wurde vielfach gelobt und für einige Preise nominiert. So auch bei den Oscars 2024 in der Kategorie Bester Animationsfilm zusammen mit den Regisseuren Nick Bruno, Troy Quane, und der Produzentin Karen Ryan. Die Oscars feierte sie mit Regisseur Quane im kanadischen Generalkonsulat. Der Film wurde zunächst von Blue Sky produziert, aber nach dem Kauf durch Disney wurde das Filmprojekt auf Eis gelegt. Zackary und Ryan gelang es, den halb fertigen Film an Annapurna zu transferieren und dort weiterzuproduzieren. Zackary sagte in einem Interview, dass der Wechsel zu einem kleineren Studio eine große Herausforderung gewesen sei, da sie viel mehr selbst organisieren musste. Sie gab an, dass der Film ihr sehr wichtig sei, da er die heutige Gesellschaft als normal zeige. Bei der Recherche für den Film führte sie einige Gespräche mit queeren Personen, um sich besser in deren Emotionen einfühlen zu können.
Bei Annapurna arbeitet sie seit 2023 an einer Verfilmung des Computerspiels Stray, in dem der Spieler eine animierte Katze durch verschiedene Level steuern kann.

## Filmografie (Auswahl)

### Produzentin
- 2016: Angry Birds – Der Film
- 2023: Nimona

### Produktionsmanagerin
- 2002: Stuart Little 2
- 2004: Der Polarexpress
- 2005: Zathura – Ein Abenteuer im Weltraum
- 2007: Die Legende von Beowulf
- 2008: Hancock
- 2010: Alice im Wunderland
- 2010: Tron: Legacy
- 2013: Jack and the Giants
- 2017: Spider-Man: Homecoming
- 2017: Emoji – Der Film
- 2019: Gummibär & Friends (Fernsehserie, 3 Folgen)
- 2019: Spider-Man: Far From Home
- 2019: Angry Birds 2 – Der Film

## Auszeichnungen
- 2024: Chicago-Indie-Critics-Award-Nominierung in der Kategorie Bester Animationsfilm für Nimona
- 2024: Gold-Derby-Award-Nominierung in der Kategorie Bester Animationsfilm für Nimona
- 2024: Oscar-Nominierung in der Kategorie Bester Animationsfilm für Nimona